# Obi-ugor nyelvek

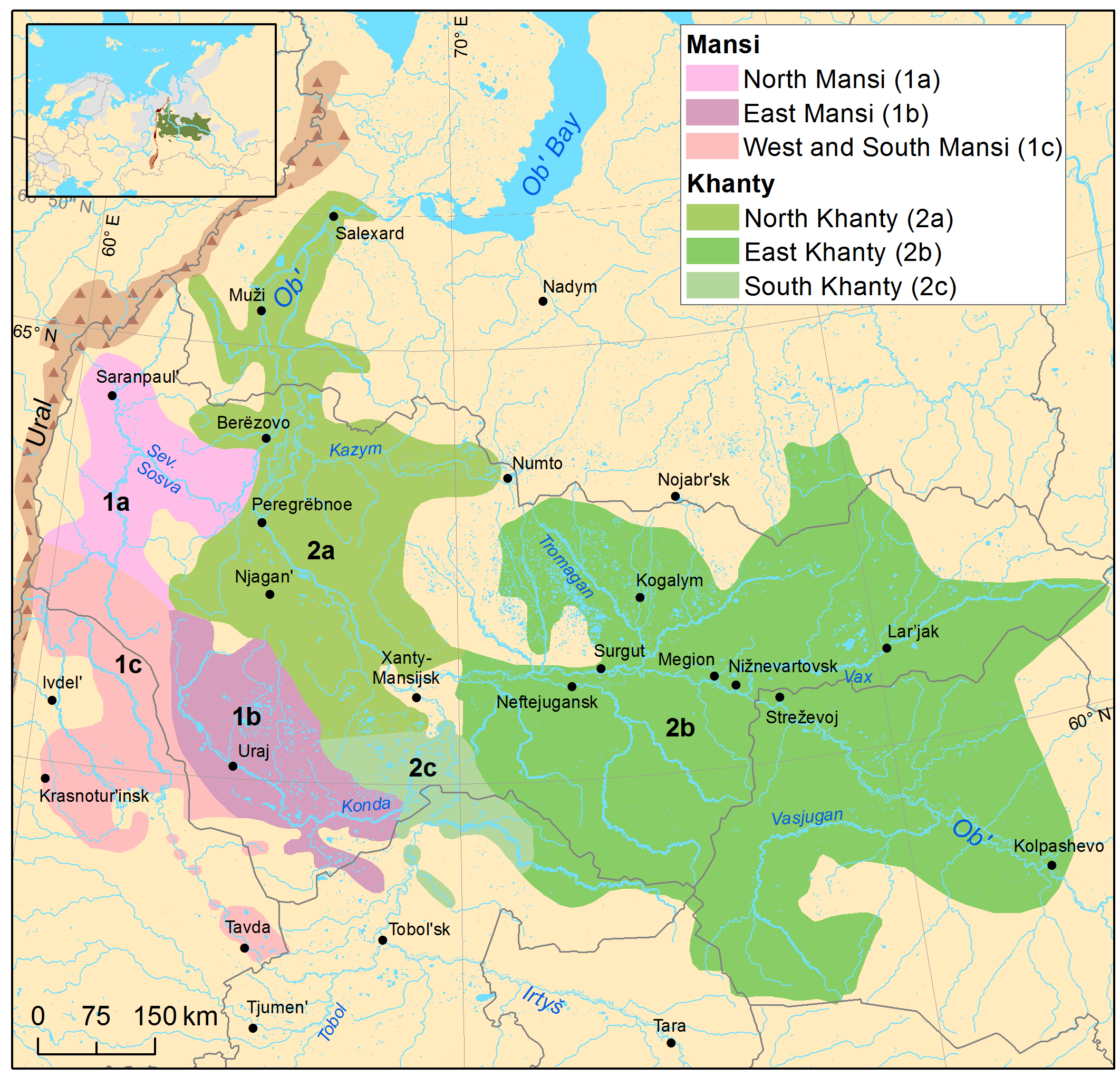
Az obi-ugor nyelvek elterjedtsége

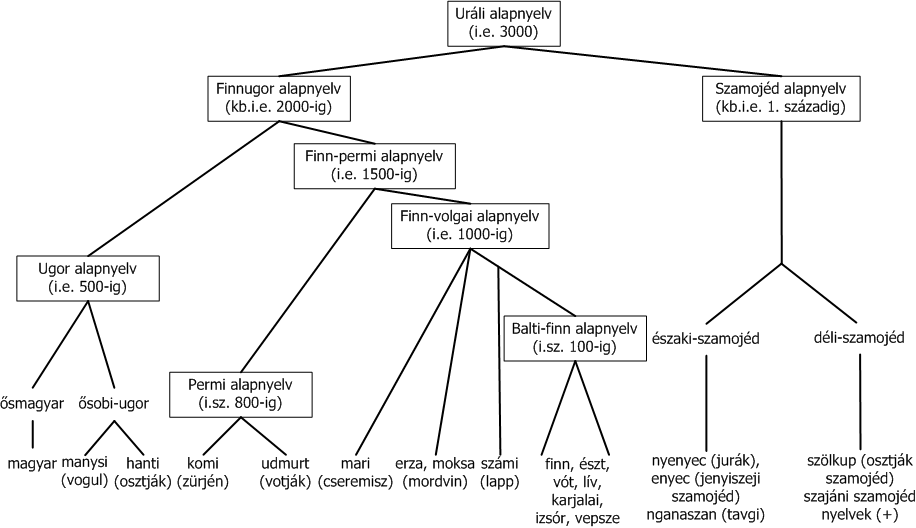
Az uráli nyelvcsalád rokonsági viszonyai (a nyelvek szétválásának feltételezett évszámaival)

Az obi-ugor nyelvek a finnugor nyelvek, azon belül az ugor nyelvek alcsoportja, a magyar nyelv legközelebbi rokonai. A nyelveket Oroszország középső területén, az Ob, az Irtis és az Urál hegység között beszélik. Az ugor szó a magyar, a manysi és a hanti nyelv közös gyűjtőneve, a három nyelvet együttesen jelenti, míg az obi- előtag arra utal, hogy az ugor nyelvek közül azok, melyeket az Ob folyó mentén beszélnek.
Két nyelv tartozik az alcsoportba, a manysi (korábbi orosz eredetű nevén vogul) és a hanti (korábban osztják). Mivel a magyarokkal való kapcsolatuk korán megszakadt, nagy eltérések vannak a mondattanban, a szókincsben és a hangtanban. A manysi és a hanti közel áll egymáshoz, de nem érthető kölcsönösen, sőt a különböző nyelvjáráscsoportjaik beszélői sem értik meg egymást a nagy földrajzi távolság okozta elszigetelődés miatt.
Az obi-ugor nyelvekre nagy hatással voltak a török nyelvek, különösen a tatár.  1930-ig nem volt írásuk, sem írott vagy irodalmi hagyományuk. 1937 óta módosított cirill ábécét használnak, de nem alakult ki jelentős irodalom e nyelveken, azokat hivatalosan és az oktatásban is ritkán használják. Oroszország-szerte a manysinak kb. 3800 beszélője van, míg a hantinak 14 280.